# Gare de Racour
La gare de Racour anciennement Racour-Raatshoven est une ancienne halte ferroviaire belge de la ligne 147, de Tamines à Landen.
Implantée sur le territoire de la ville de Landen dans la province du Brabant flamand en Région flamande, elle a la particularité de desservir le village de Racour, en région wallonne, situé à 1,2 km (une partie des anciens quais se trouvant également en Wallonie).

## Situation ferroviaire
La gare de Racour était établie au point kilométrique (PK) 56,7 de la ligne 147, de Tamines à Landen, via Fleurus, Gembloux et Ramillies, entre la gare fermée de Lincent et celle de Landen.

## Histoire
Le point d'arrêt de Racour-Raatshoven entre en service en 1893 sur une section de ligne inaugurée en 1865.
Pour l'accueil des voyageurs et la vente des billets, une simple caisse de wagon en bois avec un toit de fortune avait été posée sur le quai. Un grand bâtiment en briques type 1893 le remplace en 1907.
La SNCB supprime les trains de voyageurs entre Fleurus et Landen le 4 octobre 1959 et ferme plusieurs sections aux marchandises en 1959 et 1963 ; des trains de marchandises continuant à arpenter cette section au départ de Landen pour desservir des clients à Orp-Jauche et Lincent jusqu'en 1971. Les rails sont démantelés en 1988-1989.
Le bâtiment de la gare, revendu à des particuliers, est restauré en profondeur en 1988 et devient un bien classé du patrimoine culturel flamand en 2001.

### Nom de la gare
La gare, dont le bâtiment et une partie des quais sont situés en Flandre, est désignée Racour - Raatshoven par les chemins de fer mais le nom de la gare inscrit sur des blocs de pierre taillée est seulement Racour et ce nom est également celui du gîte.

## Patrimoine ferroviaire
Le bâtiment des recettes appartient au plan type 1893 des Chemins de fer de l’État belge et se distingue des autres bâtiment de la sorte construits sur cette ligne par sa façade en briques rouges avec des bandeaux et décorations de brique jaune, grise et brune et ses fenêtres à arcs bombés.
Il possède une aile de sept travées, dont trois dévolues à l'entreposage des colis, disposée à droite du corps de logis. La partie centrale servait de bureau et d'appartement de fonction pour le chef de station et l'aile gauche en "L" accueillait les dépendances (cuisine, buanderie toilettes).
Après sa revente, les premiers propriétaires avaient aménagé un garage au niveau de l'ancienne salle d'attente ; la façade a été remise en l'état en 1988.
Deux voitures-pilotes M2 ont été transformées en chambre d'hôte et, repeintes en vert des années 1970, sont installées sur un coupon de voie bordé par le quai reconstruit de l'ancienne halte.

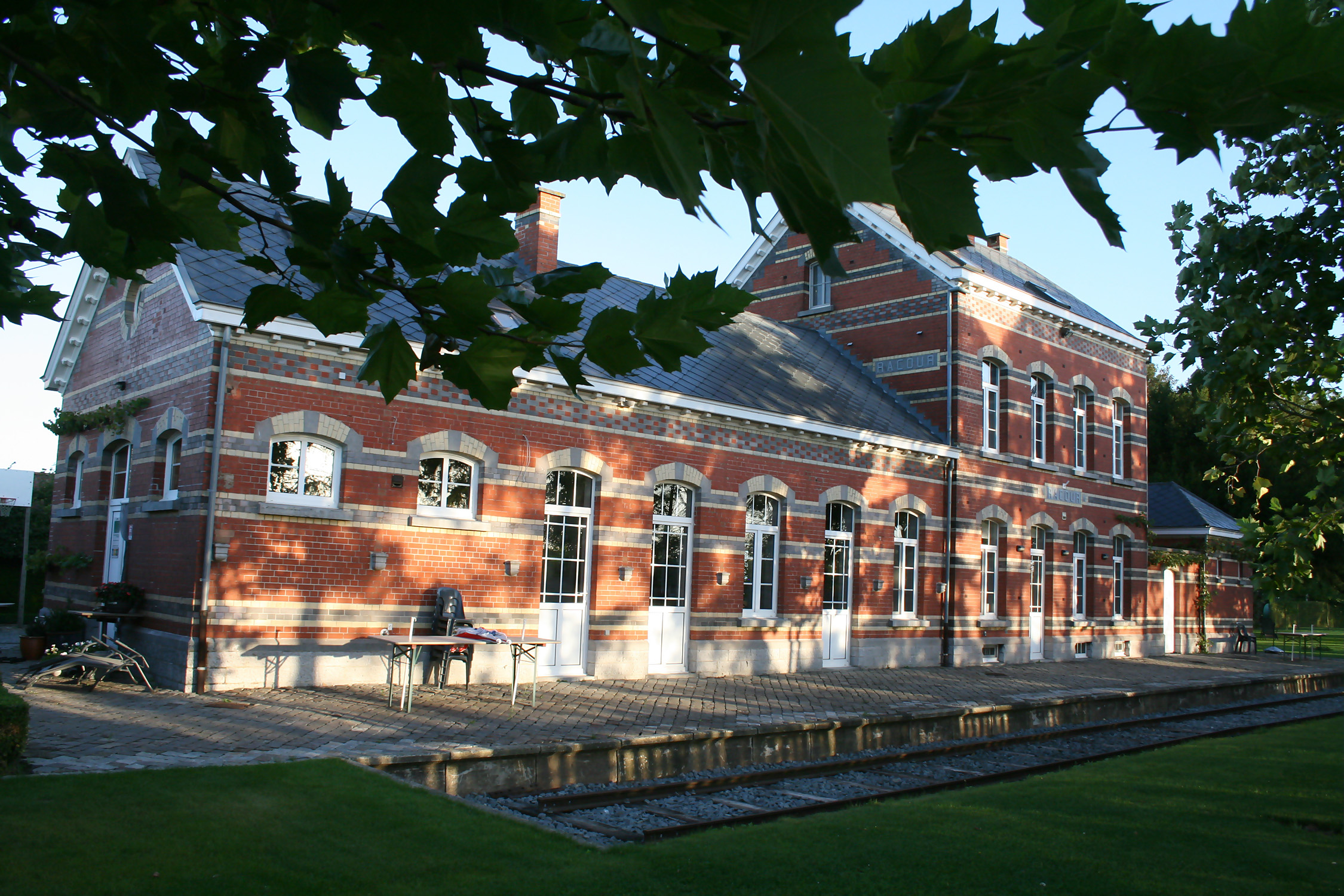
Bâtiment restauré et coupon de voie.
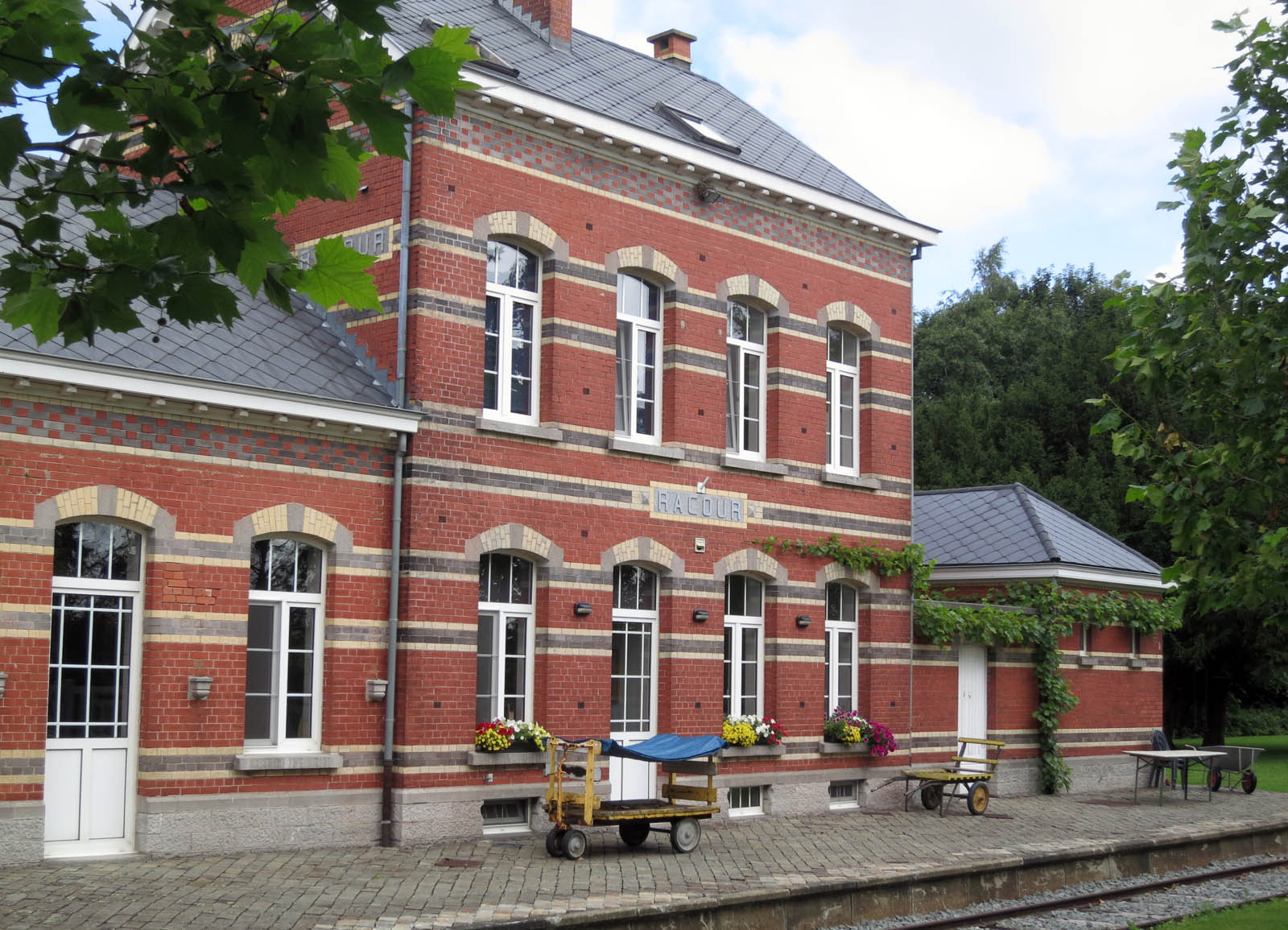
Ancien quai de la gare.
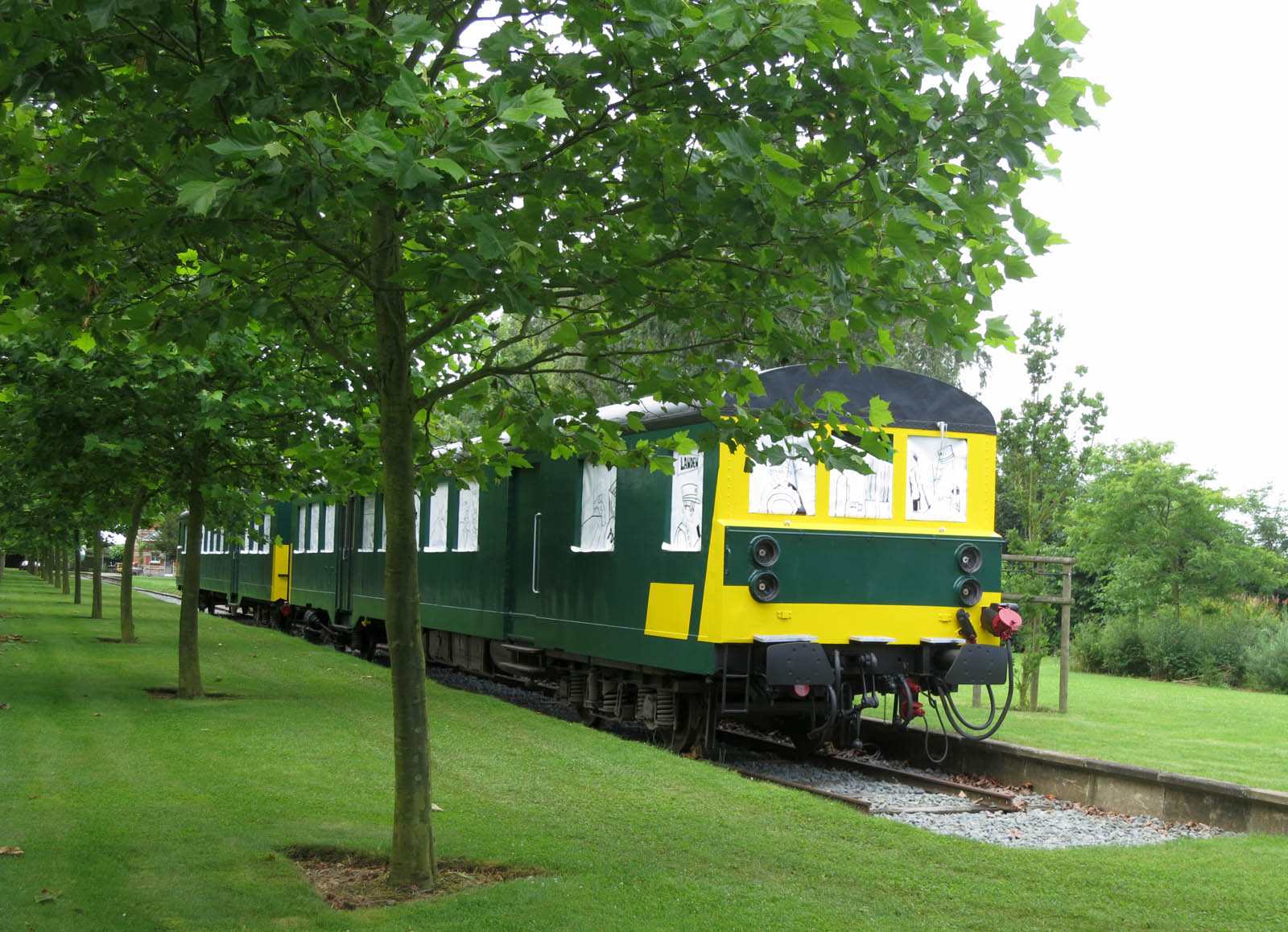
Anciennes voitures SNCB, réaménagées depuis.